# Douzy
Douzy è un comune francese del dipartimento delle Ardenne nella regione del Grand Est.
È stato creato il 15 settembre 2015 dalla fusione del preesistente comune di Douzy e da quello di Mairy.

## Società

### Evoluzione demografica
Abitanti censiti